# Geostachys tahanensis
Geostachys tahanensis är en enhjärtbladig växtart som beskrevs av Richard Eric Holttum. Geostachys tahanensis ingår i släktet Geostachys och familjen Zingiberaceae. Inga underarter finns listade i Catalogue of Life.